# Ливиналонго дел Кол ди Лана
Ливинало̀нго дел Ко̀л ди Ла̀на (на италиански: Livinallongo del Col di Lana; на ладински: Fodòm, Фодом, на немски: Buchenstein, Бухенщайн) е община в Северна Италия, провинция Белуно, регион Венето. Разположена е на 1475 m надморска височина. Населението на общината е 1339 души (към 2014 г.).
Административен център на общината е село Пиеве ди Ливиналонго (Pieve di Livinallongo).